# Удар
Уда́р — кратковременное взаимодействие тел, при котором происходит перераспределение кинетической энергии. 
Удар часто носит разрушительный для взаимодействующих тел характер. В физике под ударом понимают такой тип взаимодействия движущихся тел, при котором временем взаимодействия можно пренебречь.

## Физическая абстракция
При ударе выполняются закон сохранения импульса и закон сохранения момента импульса, но обычно не выполняется закон сохранения механической энергии, заключённой в поступательном движении сталкивающихся тел. При рассмотрении упрощённой модели удара предполагается, что за время соприкосновения тел при ударе действием внешних сил можно пренебречь, тогда импульс системы тел при ударе сохраняется, в более точных моделях нужно учитывать привнесённый в систему импульс внешних сил. Часть поступательной кинетической энергии при не абсолютно упругом ударе переходит во внутреннюю энергию соударяющихся тел — на возбуждение механических колебаний и акустических волн, повышение внутренней энергии упругих связей — деформацию и на нагрев тел. Механические колебания и волны воспринимаются как звук удара и вибрации.
Результат столкновения двух тел можно полностью рассчитать, если известны их импульсы, массы и механическая энергия поступательного движения после удара. Предельные случаи — абсолютно упругий удар и абсолютно неупругий удар, промежуточные случаи характеризуют коэффициентом сохранения энергии k, определяемым как отношение кинетической энергии после удара к кинетической энергии до удара. Технически k определяют при ударе одного тела о неподвижную стенку, сделанную из материала другого тела. Таким образом, k является внутренней характеристикой материала, из которого изготовлены тела, и в первом приближении не зависит от остальных параметров тел (формы, скорости и т. п.).
Если не известны потери энергии либо происходит одновременное столкновение нескольких тел или столкновение точечных частиц, то определить однозначно движение тел после удара невозможно. В этом случае рассматривается зависимость возможных углов рассеяния и скоростей тел после удара от начальных условий. Например, при столкновении двух элементарных частиц рассеяние может произойти лишь в некотором диапазоне углов, определяющемся предельным углом рассеяния.
В общем случае решение задачи о столкновении кроме знания начальных скоростей требует дополнительных параметров.

## Абсолютно упругий удар
Абсолютно упругий удар — это модель соударения, при которой полная кинетическая энергия системы сохраняется. В классической механике при этом пренебрегают деформациями тел. Соответственно, считается, что энергия на деформации не теряется, а взаимодействие распространяется по всему телу мгновенно. Хорошим приближением к модели абсолютно упругого удара является столкновение бильярдных шаров или упругих мячиков.
Математическая модель абсолютно упругого удара работает примерно следующим образом:
1. есть в наличии два абсолютно твёрдых тела, которые сталкиваются;
2. в точке контакта происходят упругие деформации. Кинетическая энергия движущихся тел мгновенно и полностью переходит в энергию деформации;
3. в следующий момент деформированные тела принимают свою прежнюю форму, а энергия деформации полностью обратно переходит в кинетическую энергию;
4. контакт тел прекращается, и они продолжают движение.

Для математического описания абсолютно упругих ударов используется закон сохранения энергии и закон сохранения импульса.
{\displaystyle m_{1}{\vec {v}}_{1}+m_{2}{\vec {v}}_{2}=m_{1}{\vec {v}}'_{1}+m_{2}{\vec {v}}'_{2}.}
Здесь {\displaystyle m_{1},\ m_{2}} — массы первого и второго тел. {\displaystyle {\vec {v}}_{1},\ {\vec {v}}'_{1}} — скорость первого тела до, и после взаимодействия. {\displaystyle {\vec {v}}_{2},\ {\vec {v}}'_{2}} — скорость второго тела до, и после взаимодействия.
{\displaystyle {\frac {m_{1}v_{1}^{2}}{2}}+{\frac {m_{2}v_{2}^{2}}{2}}={\frac {m_{1}{v'_{1}}^{2}}{2}}+{\frac {m_{2}{v'_{2}}^{2}}{2}}.}
Важно — импульсы складываются векторно, а энергии скалярно.

### Вывод формул для конечных скоростей после столкновения
Зная начальные скорости и массы из законов сохранения можно вывести конечные скорости после столкновения.
Покажем это на примере, когда два тела сталкиваются вдоль одной прямой.
Законы сохранения энергии и импульса можно переписать как:
{\displaystyle {\displaystyle {\begin{cases}m_{1}(\upsilon _{1}-\upsilon _{1}')=m_{2}(\upsilon '_{2}-\upsilon _{2})\\{m_{1}(\upsilon _{1}^{2}-\upsilon _{1}'^{2})=m_{2}(\upsilon _{2}'^{2}-\upsilon _{2}^{2})}\end{cases}}}}
Делим одно уравнение на другое: {\displaystyle {\frac {\upsilon _{1}^{2}-\upsilon _{1}'^{2}}{\upsilon _{1}-\upsilon _{1}'}}={\frac {\upsilon _{2}'^{2}-\upsilon _{2}^{2}}{\upsilon _{2}'-\upsilon _{2}}}} и получаем, что {\displaystyle \upsilon _{1}+\upsilon _{1}'=\upsilon _{2}'+\upsilon _{2}.}
Из этого уравнения выразим скорости после столкновения:
{\displaystyle \upsilon _{1}'=\upsilon _{2}'+\upsilon _{2}-\upsilon _{1}}
{\displaystyle \upsilon _{2}'=\upsilon _{1}-\upsilon _{2}+\upsilon _{1}'}
Подставим конечные скорости в закон сохранения импульса, получаем:
{\displaystyle m_{1}\upsilon _{1}+m_{2}\upsilon _{2}=m_{1}\upsilon _{1}'+m_{2}(\upsilon _{1}-\upsilon _{2}+\upsilon _{1}')}
{\displaystyle m_{1}\upsilon _{1}+m_{2}\upsilon _{2}=m_{1}(\upsilon _{2}'+\upsilon _{2}-\upsilon _{1})+m_{2}\upsilon _{2}'}
Выразим отсюда конечные скорости {\displaystyle \upsilon _{1}'} и {\displaystyle \upsilon _{2}'}:

Абсолютно упругий удар тел равных масс

Абсолютно упругий удар двух тел разных масс

Абсолютно упругий удар тел равных масс, но с различными направлениями и модулями скоростей

{\displaystyle \upsilon _{1}'={\frac {2m_{2}\upsilon _{2}+\upsilon _{1}(m_{1}-m_{2})}{m_{1}+m_{2}}}}
{\displaystyle \upsilon _{2}'={\frac {2m_{1}\upsilon _{1}+\upsilon _{2}(m_{2}-m_{1})}{m_{1}+m_{2}}}}

### Абсолютно упругий удар элементарных частиц
Абсолютно упругий удар может выполняться совершенно точно при столкновениях элементарных частиц при низких энергиях. Это является следствием принципов квантовой механики, запрещающей произвольные изменения энергии системы. Если энергии сталкивающихся частиц недостаточно для возбуждения их внутренних степеней свободы — перевода энергии частицы на верхний соседний дискретный энергетический уровень, то механическая энергия системы не меняется. Изменение механической энергии может также быть запрещено какими-то законами сохранения (момента импульса, чётности и т. п.). Надо, однако, учитывать, что при столкновении может изменяться состав системы. Простейший пример — излучение кванта света. Также может происходить распад или слияние частиц, а в определённых условиях — рождение новых частиц. В замкнутой системе при этом выполняются все законы сохранения, однако при вычислениях нужно учитывать изменение системы.

### Абсолютно упругий удар в пространстве
В случае столкновения двух тел в трёхмерном пространстве векторы импульсов тел до и после столкновения лежат в одной плоскости. Вектор скорости каждого тела может быть разложен на две компоненты: одна по общей нормали поверхности сталкивающихся тел в точке контакта, а другая параллельная поверхности столкновения. Поскольку сила удара действует только по линии столкновения, компоненты скорости, векторы которых проходят по касательной к точке столкновения, не изменяются. Скорости, направленные вдоль линии столкновения, могут быть вычислены с помощью тех же уравнений, что и столкновения в одном измерении. Окончательные скорости могут быть вычислены из двух новых компонентов скоростей и будут зависеть от точки столкновения.
Если предположить, что первая частица двигается, а вторая частица находится в состоянии покоя до столкновения, то углы отклонения двух частиц, θ1 и θ2, связаны с углом отклонения θ следующим выражением:
{\displaystyle \tan \vartheta _{1}={\frac {m_{2}\sin \theta }{m_{1}+m_{2}\cos \theta }},\qquad \vartheta _{2}={\frac {{\pi }-{\theta }}{2}}}

Столкновение двух тел в двумерном пространстве

Величины скоростей после столкновения будут следующими:
{\displaystyle v'_{1}=v_{1}{\frac {\sqrt {m_{1}^{2}+m_{2}^{2}+2m_{1}m_{2}\cos \theta }}{m_{1}+m_{2}}},\qquad v'_{2}=v_{1}{\frac {2m_{1}}{m_{1}+m_{2}}}\sin {\frac {\theta }{2}}}

#### Двумерное столкновение двух движущихся объектов
В случае, когда оба тела движутся в плоскости, компоненты x и y скорости первого тела после соударения могут быть вычислена как:
{\displaystyle {\begin{aligned}v'_{1x}&={\frac {v_{1}\cos(\theta _{1}-\varphi )(m_{1}-m_{2})+2m_{2}v_{2}\cos(\theta _{2}-\varphi )}{m_{1}+m_{2}}}\cos(\varphi )\\[0.2em]&\quad +v_{1}\sin(\theta _{1}-\varphi )\cos(\varphi +{\frac {\pi }{2}})\\[0.8em]v'_{1y}&={\frac {v_{1}\cos(\theta _{1}-\varphi )(m_{1}-m_{2})+2m_{2}v_{2}\cos(\theta _{2}-\varphi )}{m_{1}+m_{2}}}\sin(\varphi )\\[0.2em]&\quad +v_{1}\sin(\theta _{1}-\varphi )\sin(\varphi +{\frac {\pi }{2}})\end{aligned}}}
где v1 и v2 скалярные величины двух первоначальных скоростей двух тел, m1 и m2 их массы, θ1 и θ2 углы движения, и маленькое Фи (φ)это угол соприкосновения. Чтобы получить ординату и абсциссу вектора скорости второго тела, необходимо заменить подстрочный индекс 1 и 2, на 2 и 1 соответственно.

## Абсолютно неупругий удар
Абсолю́тно неупру́гий удар — это удар, в результате которого тела соединяются и продолжают дальнейшее своё движение как единое тело. Его скорость может быть найдена из закона сохранения импульса:
{\displaystyle m_{a}{\vec {v}}_{a}+m_{b}{\vec {v}}_{b}=\left(m_{a}+m_{b}\right){\vec {v}}}
где {\displaystyle {\vec {v}}} это общая скорость тел, полученная после удара, {\displaystyle m_{a}} и {\displaystyle {\vec {v}}_{a}} — масса и скорость первого тела до соударения, {\displaystyle m_{b}} и {\displaystyle {\vec {v}}_{b}} — масса и скорость второго тела до соударения.
Импульсы являются величинами векторными, поэтому складываются только векторно:
{\displaystyle {\vec {v}}={\frac {m_{a}{\vec {v}}_{a}+m_{b}{\vec {v}}_{b}}{m_{a}+m_{b}}}}.
Как и при любом ударе, при этом выполняются закон сохранения импульса и закон сохранения момента импульса, но не выполняется закон сохранения механической энергии. Часть кинетической энергии соударяемых тел в результате неупругих деформаций переходит в тепловую. В случае абсолютно неупругого удара механическая энергия уменьшается на максимально возможную величину, не противоречащую закону сохранения импульса. Данное утверждение можно принять за определение абсолютно неупругого удара в терминах энергии. При помощи теоремы Кёнига легко показать, что в этом случае тела продолжают движение как единое целое: компонента кинетической энергии, отвечающая за движение центра масс всей системы соударяемых тел, должна остаться неизменной в силу закона сохранения импульса, а кинетическая энергия в системе отсчёта, связанной с центром масс, будет минимальной в том случае, когда тела в ней покоятся.
Хорошая модель абсолютно неупругого удара — сталкивающиеся пластилиновые шарики.

## Реальный удар
При реальном соударении тел наблюдаются промежуточные варианты между случаем абсолютно упругого удара — отскока, и случаем абсолютно неупругого удара — слипания соударяющихся тел.
Степень близости соударения к случаю абсолютно упругого удара характеризуют коэффициентом восстановления {\displaystyle k}.
При {\displaystyle k=0} удар является абсолютно неупругим, при {\displaystyle k=1} удар является абсолютно упругим.
Пример для соударения
Пусть {\displaystyle u_{1},u_{2}} — скорости тел до удара, {\displaystyle v_{1},v_{2}} — скорости тел после удара, {\displaystyle k} — коэффициент восстановления, {\displaystyle S} — полный импульс удара. Тогда:
{\displaystyle v_{1}=u_{1}-(1+k){\frac {m_{2}}{m_{1}+m_{2}}}(u_{1}-u_{2})},
{\displaystyle v_{2}=u_{2}+(1+k){\frac {m_{1}}{m_{1}+m_{2}}}(u_{1}-u_{2})},
{\displaystyle S=(1+k){\frac {m_{1}m_{2}}{m_{1}+m_{2}}}(u_{1}-u_{2})}.
Потеря кинетической энергии {\displaystyle T} при ударе:
{\displaystyle T=(1-k^{2}){\frac {m_{1}m_{2}}{m_{1}+m_{2}}}{\frac {(u_{1}-u_{2})^{2}}{2}}={\frac {1-k}{1+k}}\left[{\frac {m_{1}(u_{1}-v_{1})^{2}}{2}}+{\frac {m_{2}(u_{2}-v_{2})^{2}}{2}}\right]}.
Для абсолютно неупругого удара {\displaystyle k=0}: {\displaystyle T={\frac {m_{1}(u_{1}-v_{1})^{2}}{2}}+{\frac {m_{2}(u_{2}-v_{2})^{2}}{2}}}, то есть потерянная кинетическая энергия равна кинетической энергии потерянных скоростей, что следует из теоремы Карно.
Для абсолютно упругого удара {\displaystyle k=1} {\displaystyle T=0}. Значения коэффициента восстановления для некоторых материалов приведены в таблице.
| Материал                 | Коэффициент восстановления |
| Стекло                   | {\displaystyle 0,94}       |
| Удар дерева о гуттаперчу | {\displaystyle 0,26}       |
| Дерево                   | {\displaystyle 0,5}        |
| Сталь, пробка            | {\displaystyle 0,55}       |
| Слоновая кость           | {\displaystyle 0,89}       |

Кроме того, при реальном ударе макроскопических тел происходит деформация соударяющихся тел и распространение по ним упругих волн, передающих взаимодействие от сталкивающихся границ по всему телу.
Пусть сталкиваются одинаковые тела. Если c — скорость звука в теле, L — характерный размер каждого тела, то время удара будет порядка времени {\displaystyle t=2L/c} двукратного прохождения волны деформации вдоль линии соударения, что учтено множителем 2. соответствующим распространению волны в прямом и обратном направлении.
Систему сталкивающихся тел можно считать замкнутой, если импульс силы внешних сил за время соударения мал по сравнению с импульсами тел.
Кроме того, само время соударения должно быть достаточно мало, иначе при рассмотрении трудно оценить потери энергии на упругую деформацию за время удара, и при этом часть энергии расходуется на внутреннее трение, а само описание сталкивающихся тел становится сложным из-за существенного вклада внутренних колебательных степеней свободы.
В приведенном анализе необходимо, чтобы линейные деформации тел при ударе были существенно меньше, чем собственные размеры тел.